# Artists Against AIDS Worldwide
Artist Against AIDS Worldwide, auch bekannt als All-Star Tribute, war ein 2001 gegründetes Benefiz-Projekt von mehr als 50 Musikern.

## Hintergrund
Das Projekt veröffentlichte am 31. Oktober 2001 die Charity-Single What’s Going On, eine Coverversion des Klassikers von Marvin Gaye. Die Single erschien unter dem Label Play-Tone und Columbia Records in neun unterschiedlichen Versionen. Produzenten waren Bono und Jermaine Dupri. Der Song wurde vom 5. bis 7. September in den Tagen um die MTV Video Music Awards 2001 in mehreren von Bono organisierten Studioterminen aufgenommen.
Beteiligt an der Single waren neben den beiden Produzenten Destiny’s Child (Beyoncé Knowles, Kelly Rowland, Michelle Williams), *NSYNC (Justin Timberlake ,JC Chasez, Lance Bass, Joey Fatone, Chris Kirkpatrick), die Backstreet Boys (AJ McLean, Nick Carter, Brian T. Littrell, Kevin Richardson, Howie Dorough), Aaron Lewis (Staind), Questlove, Mobb Deep (Prodigy und Havoc), Alicia Keys, Angie Martinez, Britney Spears, Chris Martin (Coldplay), Christina Aguilera, Nelly, Queen Latifah, Darren Hayes (Savage Garden), Elijah Blue, Eve, Faith Evans, Limp Bizkit (Fred Durst und John Otto) , Gwen Stefani (No Doubt), Jagged Edge, LL Cool J, Ja Rule, Jennifer Lopez, Fabolous, Lil’ Kim, Marc Dorsey, Mary J. Blige, Michael Stipe (R.E.M.), Monica, Nas, Nelly Furtado, Nona Gaye, Pat Monahan (Train), Perry Farrell (Porno for Pyros), Pharrell Williams, Royce da 5′9″, Scott Weiland (Stone Temple Pilots), Sean Combs, Da Brat, Sonja Holder, TLC, Usher, N.O.R.E. und Wes Scantlin (Puddle of Mudd).
Der Erlös unterstützte mehrere AIDS-Programme in den am schlimmsten betroffenen Gebieten, so die Global AIDS Alliance, die Hope for African Children Initiative, Youth AIDS/Africa Alive und Population Service International. Kurz nach der Aufnahme kam es zu den Anschlägen vom 11. September 2001, daher wurde ein Teil des Erlöses auch in eine Spendenkampagne von United Way investiert.

## Versionen
Die folgenden Versionen wurden auf unterschiedlichen Maxi-CDs und LPs veröffentlicht. Neben den ursprünglich beteiligten Musikern gab es damit auch Versionen von Brian Eno, Moby, Junior Vasquez, Mick Guzauski, Mike Mangini/Pop Rox und The Neptunes. Die Mixe unterschieden sich sowohl in der musikalischen Ausrichtung als auch in der Wahl des Personals. So war der Remix von Fred Durst deutlich härter, außerdem waren Elijah Blue, Bono, Perry Farrell, Scott Weiland und Wes Scantlin beteiligt. Bei der London-Version von Brian Eno dagegen handelt es sich um eine Aufnahme mit Bono und The Edge von U2 zusammen mit Chris Martin von Coldplay.
- What’s Going On (Dupri Original Mix) (4:20)
- What’s Going On (The London Version) (3:57)
- What’s Going On (Moby’s Version) (4:38)
- What’s Going On (Fred Durst’s Reality Check Mix) (5:16)
- What’s Going On (Mangini / Pop Rox Mix) (5:50)
- What’s Going On (Mick Guzauski’s Pop Mix) (4:09)
- What’s Going On (Dupri R&B Mix) (4:45)
- What’s Going On (The Neptunes This One’s For You Mix) (5:00)
- What’s Going On (Junior Vasquez’s Club Mix) (9:34)
- What’s Going On (MK Mix) (6:52)
- What’s Going On (MK Kinchen Aid Dub) (6:27)
- What’s Going On (Dupri Alternative Extended Mix) (4:46)

Zu dem R&B-Mix von Dupri wurde ein Video vom britischen Regisseur Jake Scott gedreht. Es zeigt die beteiligten Musiker mit verbundenen Augen. Auf den Augenbinden sind verschiedene Wörter zu sehen. Eine zweite Version mit Szenen der Anschläge vom 11. September und verschiedenen Auftritten der beteiligten Künstler wurde später ebenfalls veröffentlicht.

## Chartplatzierungen
| Jahr | Titel Album       | Höchstplatzierung, Gesamtwochen, AuszeichnungChartplatzierungen (Jahr, Titel, Album, Platzierungen, Wochen, Auszeichnungen, Anmerkungen) | Höchstplatzierung, Gesamtwochen, AuszeichnungChartplatzierungen (Jahr, Titel, Album, Platzierungen, Wochen, Auszeichnungen, Anmerkungen) | Höchstplatzierung, Gesamtwochen, AuszeichnungChartplatzierungen (Jahr, Titel, Album, Platzierungen, Wochen, Auszeichnungen, Anmerkungen) | Höchstplatzierung, Gesamtwochen, AuszeichnungChartplatzierungen (Jahr, Titel, Album, Platzierungen, Wochen, Auszeichnungen, Anmerkungen) | Höchstplatzierung, Gesamtwochen, AuszeichnungChartplatzierungen (Jahr, Titel, Album, Platzierungen, Wochen, Auszeichnungen, Anmerkungen) | Anmerkungen                            |
| Jahr | Titel Album       | DE | AT | CH | UK | US | Anmerkungen                            |
| ---- | ----------------- | --- | --- | --- | --- | --- | -------------------------------------- |
| 2001 | What’s Going On – | DE35 (9 Wo.)DE | AT51 (8 Wo.)AT | CH16 (11 Wo.)CH | UK6 (13 Wo.)UK | US27 (10 Wo.)US | Erstveröffentlichung: 30. Oktober 2001 |